# Aeropuerto Internacional Tancredo Neves
El Aeropuerto Internacional Tancredo Neves (IATA: CNF, OACI: SBCF), también conocido como Aeropuerto Internacional de Confins, es un aeropuerto brasileño internacional ubicado en el municipio de Confins, que sirve a Belo Horizonte y su área metropolitana, en el Estado de Minas Gerais, en Brasil.
Es en la actualidad el mayor y de más movimiento del Estado de Minas Gerais, constituyendo la principal puerta de acceso al Estado. Amplio, moderno, ventilado y funcional, es considerado uno de los aeropuertos con mejor aspecto. Además es uno de los mejores equipados en Latinoamérica, aunque fue alguna vez uno de los aeropuertos menos utilizados de Brasil. El nombre del aeropuerto ha sido elegido en honor al expresidente electo Tancredo de Almeida Neves.

## Historia
El aeropuerto fue construido por Infraero a principios de la década del '80 a un costo de US$ 1200 millones y fue inaugurado en 1984. Fue proyectado para reducir la congestión del Aeropuerto Regional de Pampulha, el cual estaba operando al 120 % de su capacidad de 1.3 millones de pasajeros por año.
Se esperaba que el movimiento en el aeropuerto fuera de cerca de 2 millones de pasajeros anuales en 1990, sin embargo, no superó el medio millón de pasajeros hasta el 2005 (en el que casi llega a los 3 millones por una medida tomada por la Infraero). Su máxima capacidad operacional es de 5 millones de pasajeros al año.
Desde su inauguración, a pesar de los planes de ayudar a aliviar la congestión en Pampulha, solo una fracción de su capacidad fue utilizada debido a la considerable distancia desde el centro de la ciudad de Belo Horizonte y a la falta de transportes eficientes, lo que motivó a la gente a continuar utilizando el aeropuerto más céntrico. De hecho, no era para menos, ya que era el aeropuerto más alejado del centro de la ciudad a la que sirve de todo Brasil. 
Por esa razón, en marzo de 2005 la Infraero hizo algunos cambios, traspasando más de 130 vuelos desde el Aeropuerto Regional de Pampulha al Aeropuerto Internacional Tancredo Neves. De este modo aumentó el flujo de pasajeros desde 350 000 a cerca de 3 millones en el 2005. Este paso fue extremadamente necesario, ya que Pampulha estaba funcionando al 200 % de su capacidad máxima y el Tancredo Neves era conocido como el aeropuerto más ineficiente de la Infraero y el menos utilizado. 
Hoy en día, el aeropuerto opera mayoritariamente vuelos de cabotaje, y algunos internacionales, como a Bogotá, Ciudad de Panamá, Fort Lauderdale, Santiago de Chile y Lisboa.

## Proyectos
Recientemente muchos proyectos han sido ejecutados, incluyendo el mejoramiento de la autopista que une la ciudad con el aeropuerto (Autopista MG-10) como parte de un proyecto más ambicioso denominado Linha Verde (Línea Verde). El cual se prevé que reducirá el tiempo requerido para llegar al aeropuerto de los actuales 60 minutos a aproximadamente 35 y se espera que esté finalizado para fines de 2006. Otro proyecto, denominado Aeropuerto Industrial, eximirá del pago de impuestos a industrias interesadas en instalarse cerca del aeropuerto, lo que transformaría sus alrededores.
Hay servicios de autobuses que unen el centro de Belo Horizonte y el aeropuerto. Los precios varían de los 6.50 reales para el servicio convencional a 13.90 reales para el servicio ejecutivo.
Aquí se encuentra el Centro de Mantenimiento de Gol Transportes Aéreos, que cuenta con 3 hangares y está habilitado para prestar servicios a la línea Boeing 737 Classic y Next Generation.

## Información general
- Largo de la Pista Principal: 3000 m (9842 pies)
- Coordenadas: 19°38′02″S 43°58′08″O / -19.63389, -43.96889
- Administración: Infraero
- Capacidad anual: 5 000 000
- Tiempo de conexión mínimo: entre vuelos de cabotaje e internacional, 60 minutos; entre vuelos de cabotaje, 20 minutos.
- Otros servicios: 33 mostradores para el check-in, 9 puertas de acceso (todas con puente de embarque, estacionamiento para 1080 vehículos, oficina de correo, banco, casa de cambio, restaurantes, cafeterías, bares, Sala VIP, locales comerciales libres de impuestos, puestos de diario, kiosco, farmacia, agencia de turismos, mesa de informes, alquiler de autos, servicio de taxi, primeros auxilios, facilidades de acceso para personas con capacidades reducidas, entre otros.
- Complejo de Cargas: capacidad de 18 000 toneladas; Depósito de 6400 m² (68 889 pies²), zona de tránsito, zona exclusiva para transporte de cargas domésticas, manejo mecanizado, almacenamiento calefaccionado/refrigerado, almacenamiento de congelados, morgue, cuarentena para animales, inspección de alimentos, manejo de animales, oficiales de bromatología, seguridad para objetos de valor, manejo de elementos peligrosos y radioactivos, manejo de cargas de tamaño especial, centro de distribución, entre otros.
- Transporte: Es regularmente servido por autobuses, tránsfers y taxis. Las mayoría de las empresas de alquiler de autos en el Aeropuerto de Belo Horizonte están situadas en la terminal de llegadas. La transferencia al tren subterráneo de Belo Horizonte es posible cuando se utiliza el autobús.

## Vuelos comerciales
| Azul Líneas Aéreas 42 destinos            | Nacionales: (42) Barreiras / Belém / Brasilia / Cabo Frío / Campinas / Carajás / Cuiabá / Curitiba / Florianópolis / Fortaleza / Goiânia / Governador Valadares / Guanambi / Guanambi / Ilhéus / Ipatinga / Jericoacoara / João Pessoa / Jundiaí / Lençóis / Montes Claros / Natal / Paracatu / Patos de Minas / Porto Alegre / Porto Seguro / Recife / Ribeirão Preto / Río de Janeiro-GIG / Río de Janeiro / Salvador de Bahía / São José do Rio Preto / São Luís / São Paulo / São Paulo-GRU / Teófilo Otoni / Uberaba / Uberlândia / Una-Comandatuba / Varginha / Vitória / Vitória da Conquista Internacionales: (3) Fort Lauderdale / Orlando / Willemstad | N/A           |
| Copa Airlines 1 destino                   | Internacional: (1) Ciudad de Panamá | Star Alliance |
| Gol Linhas Aéreas 8 destinos              | Nacionales: (7) Brasilia / Natal / Porto Seguro / Río de Janeiro / Salvador de Bahía / São Paulo / São Paulo-GRU Internacional: (1) Buenos Aires | N/A           |
| LATAM Brasil 4 destinos                   | Nacionales: (4) Brasilia / Río de Janeiro / São Paulo / São Paulo-GRU | N/A           |
| LATAM Chile 1 destino                     | Internacional: (1) Santiago de Chile | N/A           |
| TAP Portugal 1 destino                    | Internacional: (1) Lisboa | Star Alliance |
| Total 51 destinos, 6 países, 6 aerolíneas | |               |

### Destinos internacionales
| Ciudades por países                       | Nombre del aeropuerto                          | Aerolíneas         | Aeronave     | Frecuencias semanales |
| Norteamérica                              | Norteamérica                                   | Norteamérica       | Norteamérica | Norteamérica          |
| ----------------------------------------- | ---------------------------------------------- | ------------------ | ------------ | --------------------- |
| Estados Unidos                            |                                                |                    |              |                       |
| Fort Lauderdale                           | Aeropuerto Internacional de Fort Lauderdale    | Azul Linhas Aéreas | A339         | 3                     |
| Orlando                                   | Aeropuerto Internacional de Orlando            | Azul Linhas Aéreas | A339         | 3                     |
| Centroamérica y El Caribe                 |                                                |                    |              |                       |
| Curazao                                   |                                                |                    |              |                       |
| Willemstad                                | Aeropuerto Internacional Hato                  | Azul Linhas Aéreas | A320N        | 2                     |
| Panamá                                    |                                                |                    |              |                       |
| Ciudad de Panamá                          | Aeropuerto Internacional Tocumen               | Copa Airlines      | B738         | 10                    |
| Suramérica                                |                                                |                    |              |                       |
| Argentina                                 |                                                |                    |              |                       |
| Buenos Aires                              | Aeropuerto Internacional Ministro Pistarini    | Gol Linhas Aéreas  | B738         | 3                     |
| Chile                                     |                                                |                    |              |                       |
| Santiago de Chile                         | Aeropuerto Internacional Arturo Merino Benítez | LATAM Chile        | A320         | 3                     |
| Europa                                    |                                                |                    |              |                       |
| Portugal                                  |                                                |                    |              |                       |
| Lisboa                                    | Aeropuerto de Lisboa                           | TAP Portugal       | A339         | 6                     |
| Total: 7 destinos, 6 países, 5 aerolíneas |                                                |                    |              |                       |

## Estadísticas

### Tráfico Anual
Ver fuente y consulta Wikidata.